# Clanis deucalion
Clanis deucalion là một loài bướm đêm thuộc họ Sphingidae. Nó được tìm thấy ở miền bắc Ấn Độ và Nepal tới miền trung miền đông Trung Quốc.
Sải cánh dài 104–124 mm.
Ấu trùng được ghi nhận ăn the introduced Robinia pseudoacacia.